# Хекто-
хекто- (на старогръцки: ἑκατόν - сто) е десетична представка от система SI въведена през 1795 г. Означава се с h и означава умножение с 102 (100, сто).
Например: 200 ha = 200 × 102 ара = 20 000 ара